# Лик святости
Ли́ки свя́тости — различные категории, на которые в православии принято разделять святых при их канонизации и почитании в зависимости от трудов их святой земной жизни.
Как и отдельным святым, этим «тематическим» группам святых пишутся особые праздничные службы, имеющие в Общей минеи со стихирами, паремиями, тропарями, кондаками, величаниями, канонами, прокименами, апостольскими и евангельскими зачалами, и причастными.

## Православные лики святости
| Наименование лика  | Сокращение                         | Критерии включения |
| ------------------ | ---------------------------------- | --- |
| Апостолы           | ап.                                | Ученики Иисуса Христа. В данном лике прославлены двенадцать апостолов, апостолы от семидесяти и апостол Павел. |
| Бессребреники      | бесср.                             | Христиане, прославившиеся своим бескорыстием, отказом от богатства ради своей веры. Зачастую к ним относят святых, обладавших даром врачевания и не бравших платы за свой труд.                                                                                               |
| Благоверные        | блгв.                              | Монархи и удельные князья — за свою благочестивую жизнь, дела по укреплению церкви и веры. |
| Блаженные          | блаж., блж.                        | Синонимичное именование юродивых на Руси, а также устоявшееся именование некоторых святых, не юродивых (св. блж. Иероним Стридонский, Августин Блаженный, Блаженная Матрона, блаженный Никита).                                                                               |
| Великомученики     | вмч./вмц.                          | Мученики за веру, перенёсшие особо тяжкие и продолжительные мучения. |
| Исповедники        | исп.                               | Лица, открыто исповедовавшие свою веру во время гонений на христиан. В отличие от мучеников, исповедниками называют тех, кто после перенесённых мучений оставался в живых. |
| Мученики           | мч./мц.                            | Люди, принявшие насильственную смерть за свою веру. |
| Праведные          | прав.                              | Миряне и священнослужители из белого духовенства, почитаемые за праведную жизнь. Ветхозаветные патриархи (Праотцы), почитаемые как образцы благочестия. Родители и супруг Богородицы также относятся к праотцам, но именуются Богоотцами (к богоотцам относят и царя Давида). |
| Преподобномученики | прпмч./прпмц.                      | Мученики за веру из числа монахов. |
| Преподобные        | прп.                               | Монашествующие, почитаемые за подвижническую жизнь. |
| Пророки            | прор.                              | Лица, упомянутые в Библии, возвещавшие народу волю Бога и проповедовавшие на территории древних Израиля и Иудеи. Почитают 18 ветхозаветных пророков и одного новозаветного — Иоанна Крестителя, который является последним святым, почитаемым в данном лике святости.         |
| Равноапостольные   | равноап.                           | Лица, прославившиеся проповедью Евангелия и обращением народов в христианство. |
| Святители          | свт.                               | Епископы (архиереи), прославившиеся праведной жизнью и пастырской деятельностью. |
| Священномученики   | сщмч.                              | Мученики за веру из числа священнослужителей. |
| Столпники          | столпн.                            | святые подвижники, подвизавшиеся на столпе — башне или высокой площадке скалы, недоступной для посторонних. |
| Страстотерпцы      | страстот.                          | Лица, принявшие мученическую кончину не за веру, возможно даже от единоверцев (в силу злобы, коварства, заговора). Почитается особый характер их подвига — беззлобие и непротивление врагам.                                                                                  |
| Чудотворцы         | чудотв.                            | Святые, прославившиеся даром чудотворения и заступничества в ответ на молитвы к ним. |
| Юродивые           | блж. (специального сокращения нет) | Подвижники, добровольно принявшие на себя образ безумных. Для таких лиц характерен аскетический образ жизни, обличение (в том числе публичное) людских пороков. См. также блаженные.                                                                                          |

Когда требуется обозначить множественное число святых одного лика, применяется удвоение последней согласной сокращения: свв. — святые, апп. — апостолы и т. д.